# 대체 혈액
대체 혈액(代替血液, 영어: blood substitute)은 외과 수술에서 수혈 시에 혈액의 대용으로서 이용되는 액체이다. 인공적으로 만들어진다는 점에서 인공 혈액(人工血液, 영어: artificial blood)이라고도 한다.

## 역사

### 수중 생쥐 출현
1966년의 일이다. 미국 신시내티대학 내에 있는 L. C. 클라크 교수의 실험실에서 기묘한 일이 일어나고 있었다. 책상 위에는 투명한 액체를 가득 채운 비커가 놓이고, 그 속에 한 마리의 생쥐가 가라앉아 있었다. 자세히 보면 이 생쥐가 천천히 호흡을 하고 있는 것을 알 수 있다. 비밀은 비커를 채우고 있는 액체에 있었다. PFC(퍼플루오로 화합물)라 불리는 이 액체는 물에 비하여 20배 이상의 산소를 녹이는 성질이 있다. 혈액과 비교해도 그 산소 용해 능력은 약 2배이다. 그것이 마치 공기 중에서와 똑같이 생쥐의 폐에 산소를 공급하고 있었던 것이다.

### 혈액은 생명의 시냇물이다
인체의 갖가지 활동은 산소 없이는 불가능하다. 예를 들어 뇌는 불과 3분 동안 산소의 공급이 정지된 것만으로 회복 불가능한 장애를 일으키고 만다. 그 산소를 인체 각부에 공급하고 있는 것이 혈액 속의 적혈구, 헤모글로빈이다. 물론 혈액의 작용이 산소를 운반하는 것만은 아니다. 혈액은 '생체의 내부 환경'이라고도 불리는데, 신체 각부의 기능에 큰 영향을 끼치고 있다. 산소 이외에도 소화기의 내벽을 경유해서 영양소를 운반하고, 또한 정맥류(靜脈流)는 각부에서 발생한 이산화탄소와 노폐물을 회수한다. 각부의 모세혈관(毛細血管)의 틈새에서는 혈장(血漿：혈액의 액체 성분)이 스며나와 세포와 세포 사이를 채우고 있는 조직액(組織液)에 더해진다. 조직액은 세포 사이를 순환한 다음 림프액을 거쳐 다시 모세혈관으로 돌아온다. 이 밖에 내분비선(內分泌腺)이 필요에 따라서 분비하는 호르몬을 각각 필요한 기관으로 운반한다. 백혈구와 항체(抗體)는 전신의 혈관을 항상 순환해서 세균이나 이물(異物)의 침입에 대비하고 있다. 외상을 입었을 경우에는 즉각 혈소판(血小板)이 모여서 상처를 막아 준다. 이들 갖가지 역할 외에도 혈액이 순환하는 것 자체가 온몸의 체온·수분·이온 농도를 일정하게 유지하는 구실을 하고 있다. 따라서 사고 등으로 대량의 출혈이 있을 경우에는 즉각 수혈(輸血)이 필요하게 된다.

### 인공 혈액에의 기대
수혈의 역사는 오래되었다. 이미 17세기에 실제로 수혈을 했다는 기록이 남아 있다. 그러나 당시에는 혈액형이 있다는 사실조차도 알려져 있지 않았으며, 동물의 피를 인간에게 수혈한다는 어처구니없는 일조차 있었다. 1901년, 오스트리아의 병리학자 란트 슈타이너가 ABO형의 혈액형을 발견하여 마침내 근대적 수혈의 시대가 열렸다. 그러나 오늘날에 와서도 수혈 자체가 안고 있는 몇 가지 문제점은 남아 있다. 보존 혈액은 만성적으로 부족되는 경향이 있으며, 혈액의 장기 보존에는 냉동 설비가 불가결하다. 수술 등으로 수혈이 필요한 경우에는 혈액 은행에 연락하여, 환자의 혈액과 적합한지의 여부를 테스트한 다음 사용하도록 되어 있다. 문제가 되는 것은 큰 사고가 일어난 경우이다. 혈액의 수송, 혈액형의 체크 등으로 귀중한 시간이 불가피하게 소비되고 만다. 특히 RH－·AB형과 같이 매우 드문 혈액형(2000명에 한 사람)인 경우는 혈액 입수에 시간이 걸리는 경우가 많다. 그리고 대도시권 등은 공급 체계가 비교적 정비되어 있지만, 벽지 등에서는 입수하기까지 부득이하게 많은 시간이 걸린다.혈액의 역할을 완전히 대행하는 인공 혈액은 지금 당장에는 무리이겠지만 산소 운반 기능만이라도 대행할 수 있는 물질을 제조할 수 있다면, 구급 의료에 상당한 도움이 될 것이다.

### 스프레이식 인공 혈구
1957년, 몬트리올 마기르 대학의 졸업반 학생이었던 토머스 창은 졸업 논문의 주제로서 인공 혈구를 제작하였다. 1개의 향수 스프레이, 투과막(透過膜)의 재료가 되는 질산 셀룰로스 소량, 그리고 실험실에서 얻어 온 헤모글로빈 분자, 이것만 가지고 창은 실험에 착수하였다. 실험 방법 자체는 단순하다. 스프레이 속에 갖가지 비율로 섞은 헤모글로빈과 질산 셀룰로스의 혼합액을 넣고 바닥의 플레이트를 향해 분무(噴霧)한다. 창은 이 실험을 끈기 있게 조금씩 비율을 바꿔 가면서 수주일에 걸쳐서 계속하였다. 미세한 안개가 된 혼합액의 입자에서는 헤모글로빈이 중심에 모이고 둘레를 질산 셀룰로스의 피막(皮膜)이 싸는 모양이 된다. 이리하여 세계 최초의 인공 혈구(人工血球)가 탄생하였다. 헤모글로빈의 '마이크로 캡슐화'라 불리는 것으로, 헤모글로빈 분자를 중심으로 질산 셀룰로스의 투과막이 덮인 직경 1mm의 미립자(微粒子)이다. 물론 진짜 혈구(사람의 경우 6∼9)보다 훨씬 거대하여 실제로 혈관 속에서 사용할 수는 없지만, 산소와 결합하기도 하고 분리하기도 하는 성질을 가지고 있다. 혈액의 산소 운반 기능을 인공물로 대체할 수 있는 가능성을 명백히 보여준 것이다. 토머스 창의 이 연구를 계기로 많은 연구가들이 본격적인 인공 혈액의 개발에 착수하였다.

### 완전 무혈의 쥐는 8시간 살았다
앞에 소개한 '물고기 같은 생쥐'의 실험 성공에 자극되어 많은 연구가들은 인공 혈액의 소재로서 높은 산소 용해 능력을 가진 PFC(퍼플루오린 화합물)에 주목하였다. PFC란 탄화수소 분자 속의 구성 요소인 수소를 모두 플루오린으로 치환(置換)한 물질의 총칭인데 물에 전혀 녹지 않는 성질을 가지고 있다. 따라서 이 액체를 그대로 혈관에 주입하면, 굳어 버려서 모세혈관이 막혀 죽음을 초래한다. 인공 혈액으로 사용하기 위해서는 물에도 녹을 수 있는 유제(乳劑)의 형태로 해야만 한다. 그리고 굵기 5ｍ 정도의 모세혈관을 무사히 통과하기 위해서는 적어도 그 10분의 1, 다시 말해서 직경 0.4ｍ 정도의 미세 입자로 만들 필요가 있다. 1968년, 클라크 교수의 실험이 성공한 지 겨우 2년 후에 미국 하버드 대학의 가이어 교수는, 평균 입자 직경이 1ｍ의 PFC 유제를 개발하여 쥐의 혈액을 완전히 교환하는 데 성공하였다. '혈액이 없는 쥐'는 본래는 피의 색이 비쳐서 붉게 보여야 하는 눈이, 무색의 PFC 유제 탓으로 희게 보였는데, 생체 기능에 이렇다 할 이상은 없었고, 산소 텐트 속에서 약 8시간 동안이나 생존하였다. 이 실험의 성공에 의하여, 미세한 입자의 PFC 유제를 혈액의 산소 운반 기능을 대행하는 것으로 사용할 수 있다는 것이 실증되었다. 그런데 가이어 교수의 유제는 장기 속에 축적되기 쉽다는 중대한 결점을 가지고 있었기 때문에 실용화되지는 못하였다.

## 현재
인공 혈액이라고 하지만 현재로서는 산소 운반 기능을 대행하는 데 지나지 않으며, 정확하게는 '산소 운반성 혈장 증량제(酸素運搬性血漿增量劑)'라 불리고 있다. 산소 운반 기능에 한해서 보더라도 혈액과 똑같이 되지는 않아, 보통의 공기 호흡으로는 불충분하기 때문에 산소 텐트 등을 사용하여 산소의 농도를 충분히 높여 주어야만 한다. 더구나 전신에 산소를 공급하기 위해서는 혈액의 순환량을 일정하게 유지하면서, 그 속에 포함되는 인공 혈액의 비율을 높게 하는 것이 바람직하다. 그러나 현재로서는 사용량을 절대 안전역(絶對安全域)에 한정하고 있는 실정이다.

## 같이 보기
- 무수혈 치료
- 헌혈

## 참고 자료
- 이 문서에는 다음커뮤니케이션(현 카카오)에서 GFDL 또는 CC-SA 라이선스로 배포한 글로벌 세계대백과사전의 내용을 기초로 작성된 글이 포함되어 있습니다.